# Agrilus hik
Agrilus hik – gatunek chrząszcza z rodziny bogatkowatych i podrodziny Agrilinae.
Gatunek ten opisany został w 2019 roku przez Eduarda Jendeka i Wasilija Griebiennikowa na łamach Zootaxa. Jako miejsce typowe wskazano przybrzeża rzeki Tatai w okolicy Koh Kong w Kambodży.
Chrząszcz o wrzecionowatym w zarysie, przysadzistym ciele długości 5,5 mm. Wierzch ciała jest wypukły, jednolicie ubarwiony. Głowa wyposażona jest w oczy złożone o średnicy mniejszej niż połowa szerokości ciemienia. Czułki mają piłkowanie zaczynające się od czwartego członu. Przedplecze jest poprzeczne, najszersze na tylnym brzegu; ma uwsteczniony płat przedni, lekko łukowate brzegi boczne i proste kąty tylne. Na powierzchni przedplecza występuje para wąskich wcisków bocznych, zaś brak jest wcisków środkowych. Prehumerus jest rozwinięty w formę żebrowatą. Boczne żeberka przedplecza są umiarkowanie zbieżne. Tarczka jest przysadzista. Pokrywy są rozlegle owłosione i mają osobne, łukowate wierzchołki. Przedpiersie ma prawie ściętą odsiebną krawędź płata i płaski wyrostek międzybiodrowy o prawie równoległych bokach. Wyrostek międzybiodrowy zapiersia jest płaski. Odwłok ma niezmodyfikowany pierwszy z widocznych sternitów (wentryt) oraz łukowatą wierzchołkową krawędź pygidium. Genitalia samca cechują się długimi szczecinkami na paramerach oraz symetrycznym, najszerszym u wierzchołka edeagusem.
Owad orientalny, endemiczny dla Kambodży, znany tylko z Kaol Kong.